# Karl Heinrich Bergius
Pour les articles homonymes, voir Bergius.
Karl Heinrich Bergius est un naturaliste, un médecin et un explorateur prussien, né vers 1790 et mort en janvier 1818 de tuberculose.

## Biographie
Il participe aux guerres napoléoniennes, 1812-1814 et obtient la croix de fer. Il étudie ensuite la pharmacie à Berlin et son intérêt pour la botanique attire l’attention d’Hinrich Lichtenstein (1780-1857), directeur du musée de zoologie de Berlin (l'actuel musée d'histoire naturelle de Berlin). Celui-ci recherche des jeunes naturalistes prêts à partir dans des pays lointains pour faire des récoltes de spécimens. Il envoie alors Bergius en Afrique du Sud comme assistant de ses amis, Diederik Pallas et Pieter Heinrich Polemann (1779-1839), qui tenaient la première pharmacie de la ville du Cap.
Bergius arrive au début de 1815 et entretient une correspondance avec Lichtenstein. Elle évoque la détermination du jeune homme mais est aussi un témoignage des difficultés de sa vie, notamment de ses piètres conditions de vie et de la rapide dégradation de sa santé. Il se plaint aussi du faible nombre de lettres qu’il reçoit d’Europe ainsi que du manque de documentation ou de matériel dont il dispose. C’est durant son séjour qu’il fait parvenir des spécimens fou du Cap, Morus capensis, et de la sterne huppée, Sterna bergii, décrites par Hinrich Lichtenstein.

## Source
- Barbara Mearns et Richard Mearns (1988). Biographies for Birdwatchers: The Lives of Those Commemorated in Western Palearctic Bird Names, Academic Press (Londres) : 490 p.  (ISBN 0-12-487422-3)